# Soms dwalen op zee lichten
Soms dwalen op zee lichten is een gedicht van Martin Veltman dat werd uitgegeven in 1986 door Athenaeum - Polak & Van Gennep en gedrukt door de Regulierenpers.

## Geschiedenis
Na 24 jaar niet meer gepubliceerd te hebben verscheen in 1980 weer een poëziebundel van Veltman, bij uitgeverij Athenaeum - Polak & Van Gennep. In de jaren daarna zouden nog verschillende bundels bij die uitgeverij verschijnen. In 1988 was dat Zout waarin ook dit gedicht een plaats zou vinden. Dit gedicht werd uitgegeven als jaarwisselingsgeschenk 1986/87 en aangeboden aan de vrienden van uitgeverij Athenaeum - Polak & Van Gennep, gedrukt door de directeur ervan, Ben Hosman, op zijn private press met de naam de Regulierenpers.
Het colofon geeft aan dat dit een fragment / gedicht is dat eerlang zou verschijnen in een bundel poëzie; dit zou de bundel Zout worden die in 1987 in een kleine oplage van 35 exemplaren verscheen bij Hein Elferink, en vervolgens in 1988 verscheen bij Athenaeum - Polak & Van Gennep in een oplage van 750 exemplaren.
In De Veltman-verzameling uit 1996 wordt deze uitgave niet genoemd maar het gedicht, als onderdeel van de bundel Zout, wel opgenomen. Deze eerste versie van het gedicht wijkt af van die in de bundel en dus die in De Veltman-verzameling. De eerste regel is daarin in de verleden tijd geplaatst en de laatste regel luidt daar "die losgaat op uw ankers" in plaats van hier "die aanvliegt op uw flanken", wat wel rijmt op de zesde regel die eindigt op het woord "banken".

### Uitgave
Het ongetitelde gedicht werd gedrukt op een vouwblad van vier pagina's en gestoken in een los omslag van zes pagina's, een tweemaal gevouwen vel. Het werd gezet uit de letter Romanée en gedrukt in een oplage van 125 exemplaren. Op het voorblad van het omslag staat het logo van de uitgeverij: een A in een cirkel.